# Juan Díaz de Solís
Juan Díaz de Solís, född 1470 (oklart var och när), död 20 januari 1516, var en spansk navigatör och upptäcktsresande.  Han var piloto major (ålderstyrman) för den spanska flottan 1509-1516.

## Tidiga år
Vissa historiker hävdar att Díaz de Solís var född i staden Lebrija som ligger i Sevilla, Spanien - andra menar att han föddes i Portugal med andalusiska eller asturiska rötter och fick sina erfarenheter till havs under resor till Indien. Dessa resor hade oftast dåliga löner vilket gjorde att Díaz de Solís började arbeta med korsar. Historikerna menar även att Díaz de Solís deltog i en kapning av en portugisisk fraktbåt från Guldkusten som gjorde att han inte kunde arbeta för den portugisiska flottan, och därmed arbeta för spanska flottan. Han hade vid det här laget blivit en duktig skeppsman.

## Upptäcktsresor

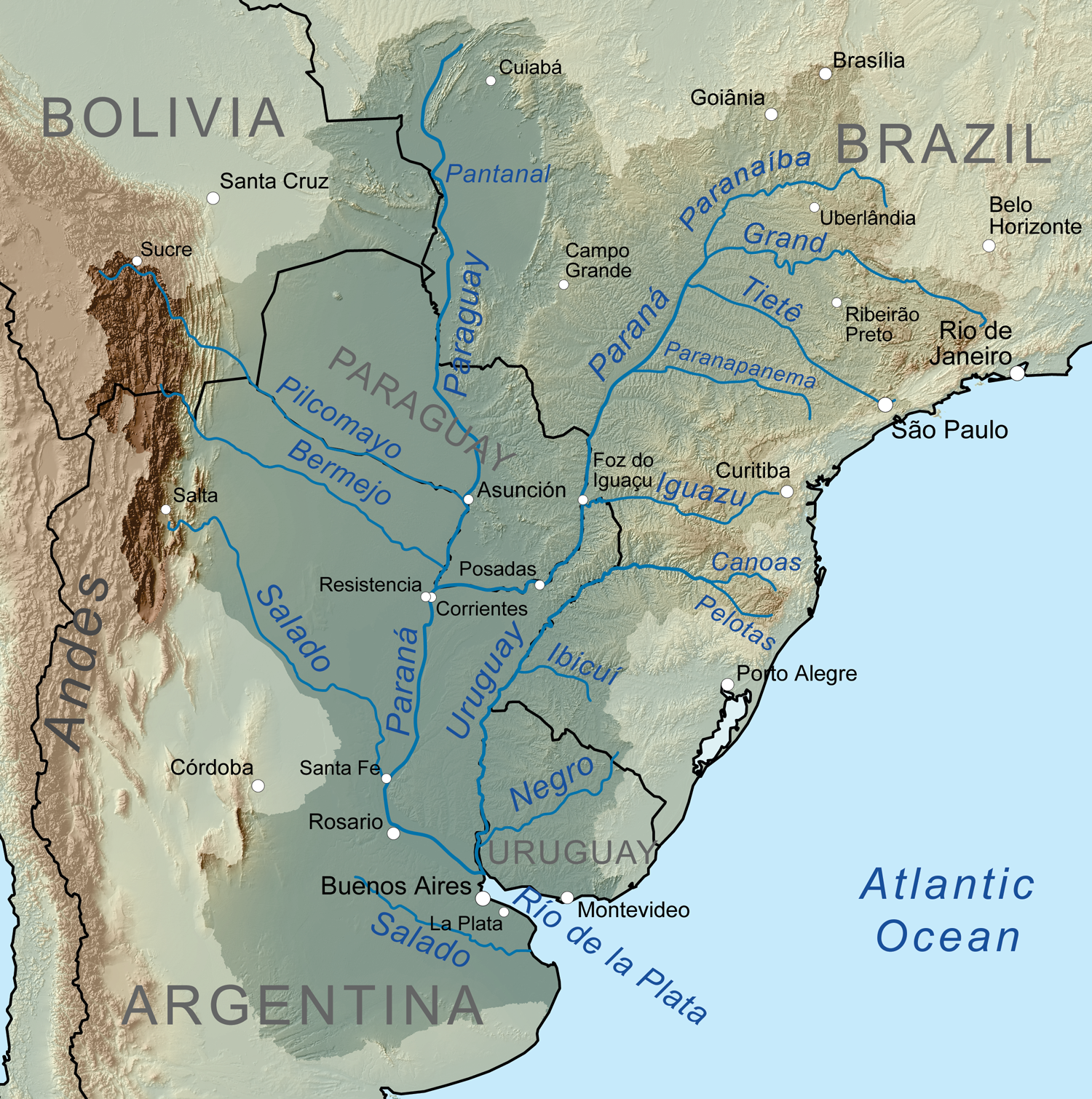
Río de la Plata mynning

Díaz de Solís deltog i flera resor till Nya världen; bland annat ett misslyckat försök att finna en kortare resväg till kryddöarna (nuvarande Moluckerna) genom Sydamerika, med Vicente Yáñez Pinzón som kapten under 1508. Den 22 mars 1508 bestämdes det vid konferensen Junta de Burgos,att Díaz de Solís skulle tituleras till Piloto Major (ålderstyrman) efter Amerigo Vespuccis död (1512). Den spanske kungen Ferdinand II av Aragonien gav Díaz de Solís titeln och fick därefter tjäna under kronan på båten Castile som Amerigo tidigare hade tjänat på. Tillsammans med Juan Vespucci (Amerigos bros) blev Díaz de Solís kartritare och fick ta del av Padrón Real som var Spaniens hemliga karta av Nya världen.

## Sista färden
Den 8 oktober 1516 påbörjade Solis vad som skulle bli hans sista upptäcktsfärd. Han lämnade Lepe med cirka 70 män uppdelade på Castile och tre mindre fartyg. De mindre fartygen var byggda att kunna färdas i grunda vatten - en egenskap som var nödvändigt för att kunna färdas på floder. Uppdraget var att utforska de södra delarna av Sydamerika, samt hitta en sträcka som ledde till Stilla havet. Man anlände till Brasiliens kust och sakteligen seglade man söderut tills att man fann flodmynningen Río de la Plata som ligger mellan nuvarande Argentina och Uruguay. Han steg i land i Uruguay i närheten av Isla Martín García med officerarna Pedro de Alarcón och Francisco Marquina, samt sju män ur besättningen. Vad som hände därefter är oklart. Gruppen anfölls av indianer, troligtvis Charrúa eller Guaraníindianer, kort efter att Díaz de Solís och hans mannar hade stigit i land. Fartygsbesättning kunde inget göra och fick se när den lilla gruppen mördades. I Jesuiten Lucas Martons anteckningar kan man dock läsa en annorlunda berättelse av händelsen. Han menade att indianerna välkomnade besökarna och spanjorerna utnyttjade indianerna. Man våldtog kvinnorna, rånade och dödade indianer som i sin tur dödade männen i hämnd. 
Man återvände hem till Spanien under ledning av Francisco de Torres (Díaz de Solís svärbroder) och var framme den 4 september 1516.

### Fotnoter
1. 1 2  Torre Revello, José (1956) (på spanska). Historia Mexicana: El viaje de Yáñez Pinzón y Díaz de Solís (1508). 2. "6". El Colegio De Mexico. sid. 233-246. Läst 4 januari 2013
2. ↑  Hall, Elial F.: "Americus Vespucius", Journal of the American Geographical Society of New York, Vol. 24. (1892), sid. 376.
3. ↑  Archivo General de Indias,, "Comisión a Juan Díaz de Solís y Juan Vespucci", ES.41091.AGI/16404.46.5.1//CONTRATACION,5784,L.1,F.20-21.
4. ↑  Stevenson, Edward L.: "The Geographical Activities of the Casa de la Contratacion", Annals of the Association of American Geographers, Vol. 17, No. 2. (Jun., 1927), sid. 39-59.